# 栃木県道151号堀米停車場線
栃木県道151号堀米停車場線（とちぎけんどう151ごう ほりごめていしゃじょうせん）は、栃木県佐野市に位置する一般県道である。

## 概要
佐野市市街地北部、東武佐野線 堀米駅へのアクセス道路である。東口へ至る路線が現道、西口へ至る路線が新道としていずれも県道として指定されている。

## 路線データ
- 延長：0.967km（新道：0.929km）
- 起点：栃木県佐野市堀米町（堀米停車場）
- 終点：（現道）栃木県佐野市堀米町（内堀米交差点＝栃木県道141号唐沢山公園線交点）／（新道）栃木県佐野市堀米町（栃木県道175号山形寺岡線交点）
- 認定：1961年（昭和36年）4月1日

## 沿線施設
- 東武佐野線 堀米駅
- 佐野市堀米保育園